# Рабат Аякс
ФК «Рабат Аякс» (мальт. Rabat Ajax Football Club) — мальтійський футбольний клуб з міста Рабат, заснований у 1930 році. Виступає у Першій лізі. По сезон чемпіонату Мальти 2013—2014 років виступав у Прем'єр-лізі. Домашні матчі приймає на однойменному стадіоні, місткістю 700 глядачів.

## Досягнення
- Володар Суперкубка Мальти (2): 1985, 1986